# 44º Reggimento sostegno TLC "Penne"
Il 44º Reggimento di Sostegno TLC "Penne" è stato un reparto dell'Esercito Italiano ubicato nella città militare Cecchignola a Roma nella caserma "Nicolò Ponzio", specializzato nel supporto ai Reparti italiani del sud Italia e quelli impiegati in missioni all'estero per quanto attiene alla manutenzione, alla riparazione e all'utilizzo di materiali delle trasmissioni e telecomunicazioni.
Il 1 gennaio 2017 è stato riconfigurato in Battaglione ed ha assunto la denominazione di 44º Battaglione di Sostegno TLC "Penne".

## Storia
Il 44º Reggimento di Sostegno TLC "Penne" nacque il 1 ottobre 1957, come XLIV Battaglione Trasmissioni, articolato su 3 compagnie, la Compagnia Servizi, l'8ª Compagnia trasmissioni territoriale di Roma e la Compagnia trasmissioni del Comando Militare della Sardegna, con sede presso la Caserma Bianchi, meglio nota come "Batteria Nomentana" e con il compito di impiantare e gestire il sistema delle trasmissioni militari in tempo di pace, in guerra ed in situazioni di emergenza. Venne posto alle dipendenze del VII Comando Militare Territoriale.
Il 2 maggio 1976 assunse la denominazione di 44º Battaglione Trasmissioni "Penne" e gli venne concessa la Bandiera di Guerra.
Il 27 settembre 1977 il Presidente della Repubblica concesse lo stemma araldico ed il motto "CON TENACIA E CON VALORE".
Nel 1993 il Battaglione venne riconfigurato in Reggimento Trasmissioni e venne posto alle dipendenze del Comando Trasmissioni della Regione Militare Centrale. Il 20 novembre 1993 venne trasferito presso la Caserma "Nicolò Ponzio" nella città militare Cecchignola.
il 1º dicembre 1998, il Reggimento Trasmissioni venne tramutato in Reggimento di Sostegno Telecomunicazioni e posto alle dipendenze del Comando Logistico Area Sud in qualità di organo esecutivo Logistico della Fascia di Sostegno.
Dal 1º gennaio 2002 assume la denominazione di 44º Reggimento di Sostegno TLC "Penne" alle dipendenze del Comando Logistico con il compito di effettuare attività di mantenimento e rifornimento del Parco Materiali delle Trasmissioni a favore dei Comandi/Enti/Reparti dell'Esercito dislocati nell'Area Logistica di competenza della allora Regione Militare SUD e, mediante l'impiego di squadre a contatto, per tutte le Unità impegnate in Operazioni nei Teatri Operativi in Iraq, Afghanistan e Kosovo.
Il 1º gennaio 2017 il Reggimento venne nuovamente riconfigurato in 44º Battaglione di Sostegno TLC "Penne", mantenendo inalterati i compiti istituzionali.

## Struttura
Per assolvere ai suoi incarichi istituzionali il Reggimento era articolato in:
- Comandante di corpo
  - Staff del comandante
  - Compagnia Comando e Supporto Logistico
  - Battaglione di Sostegno TLC
    - Compagnia "Mantenimento"
    - Compagnia "Rifornimenti"

## Caserma
La caserma "Nicolò Ponzio" ove aveva sede il 44º Reggimento di Sostegno TLC "Penne", è divisa in due aree: la prima, considerata la caserma propriamente detta che accoglie tutte le strutture abitative, i servizi, i comandi e principali uffici, la seconda, detta "Area logistica" è invece un'ampia area composta da grossi magazzini, dal parco macchine, dalle officine, dagli uffici della Compagnia "Rifornimenti" e dagli uffici logistici della caserma, oltre ad un'ampia zona destinata al parcheggio di gruppi elettrogeni, di shelter espandibili, mezzi pesanti e stazioni di rifornimento di carburanti.
Il reparto è alimentato principalmente da tecnici della categoria Sottufficiali e Volontari in Servizio Permanente, con specifiche competenze nel campo dell'elettronica e delle telecomunicazioni. I comandi e i ruoli di staff vengono spesso affidati a ufficiali provenienti dal Ruolo Speciale.
L'attività di supporto è affidata ai VFP1 (Volontari in Ferma Prefissata di un anno) che svolgono principalmente compiti di supporto negli uffici, autisti, sentinelle per i servizi di vigilanza, servizio mensa, servizio minuto-mantenimento, aiuto tecnico presso i laboratori e i magazzini, aiutante di sanità presso l'infermeria di Corpo.
La caserma "Nicolò Ponzio" è una moderna struttura militare attrezzata con un campo da calcio a cinque su erba sintetica, un campo da tennis su terra rossa, gli alloggi dei volontari in ferma prefissata sono dotati di tutti i confort, sono realizzati per 4, 6 o al massimo 8 persone e sono dotati di servizi igienici e docce al loro interno.
I VSP (volontari in servizio permanente), i sottufficiali e gli Ufficiali alloggiati nella caserma hanno a disposizione dei mini-alloggi, spesso individuali, ma talvolta condivisi. È inoltre presente un alloggio di servizio destinato al comandante.
Sono inoltre presenti una sala conferenza truppa (spaccio) attrezzato con giardino interno coperto e con sale ricreative con calcio balilla, televisione, tavolo da tennis-tavolo, tavolo da biliardo.
Sono disponibili il servizio livisciatura delle lenzuola e del corredo da camera, oltre ad essere approntata una lavanderia a gettoni a disposizione di tutto il personale.
Il servizio di sicurezza è costituito da un sistema di videosorveglianza remotizzato presso il corpo di guardia ove sono presenti diversi monitor lcd collegati in tempo reale ad una serie di telecamere che controllano l'intera area della caserma e tutto il suo perimetro.
La caserma è predisposto per l'accoglienza di personale femminile, destinandovi una intera palazzina alloggi e una specifica camera nel "Corpo di Guardia".
I mezzi in dotazione sono:
- Fiat Scudo
- Fiat Ducato
- Fiat Punto
- Autobus Cacciamali
- Automezzo ACTL

## Insegne e Simboli
- Il reggimento indossa il fregio dell'Arma delle Trasmissioni. Il fregio delle Trasmissioni denuncia la sua nascita dall'Arma del Genio per la presenza delle asce incrociate. L'insegna è completata da scariche elettriche e da un'antenna radio circolare a sei braccia posta sotto la bomba fiammeggiante.
- Le mostrine del reggimento sono le fiamme a due punte azzurro elettrico con bordo amaranto; alla base della mostrina si trova la stella argentata a 5 punte bordata di nero, simbolo delle forze armate italiane.

## Festa del reggimento
- La festa del reggimento si svolge il 24 giugno, anniversario della battaglia del solstizio del 1918.